# 紀州おどり ぶんだら節
紀州おどり ぶんだら節（きしゅうおどり ぶんだらぶし）は、和歌山県和歌山市において夏に開催される踊りのイベントである。おどるんや〜紀州よさこい祭り〜、和歌山港まつり花火大会と並び和歌山市内における夏の大きなイベントとなっている。

## 概要
8月の初めの土曜日に和歌山城周辺で開催される。参加者は、公官庁（和歌山県庁など）及び和歌山市内に事業所を持つ企業、個人で作られた会（連と呼ぶ）などである。
「ニューバージョンぶんだら21」は、京橋から和歌山城西の丸広場までの約750mを踊りながら前進する。伝統的な「正調ぶんだら節」は、けやき大通り六番丁交差点から和歌山城西の丸広場まで。当日、その周辺は交通規制がなされる。

## 起源・名称
江戸時代、紀伊の商人であった紀伊国屋文左衛門をモチーフに詩が作られた。「ぶんだら」の名も紀伊国屋文左衛門に由来している。楽曲と踊りは1969年（昭和44年）に和歌山市の市政80周年記念事業として、歌詞の懸賞募集を経て作られたものである。作詞者は1948年（昭和23年）の「和歌山県民歌」と同じ西川好次郎、作曲は北原雄一。
毎年、参加者･見物人を合わせ約10万人の人でにぎわう和歌山県内でも有数の祭りである。
2002年からは、「ニューバージョンぶんだら21」も誕生した。歌を担当したのは、和歌山県出身のウインズ。